# Mates and Models
Mates and Models é um curta-metragem mudo norte-americano de 1919, do gênero comédia, com o ator cômico Oliver Hardy.

## Elenco
- Jimmy Aubrey
- Oliver Hardy - (como Babe Hardy)
- Richard Smith - (como Dick Smith)
- Maude Emory